# فودستروي (فولغوغراد)
فودستروي (بالروسية: Водстрой) هي مدينة في مقاطعة فولغوغراد أوبلاست في روسيا.
يبلغ عدد سكانها حوالي 4677 نسمة.